# Séisme de 2008 au Sichuan
Le séisme de 2008 au Sichuan désigne un séisme ayant touché la province du Sichuan en Chine le 12 mai 2008. À 14 h 28 min 4 s heure locale, 6:28 UTC (8:28 en France), la secousse initiale a eu une magnitude de 7.9-8.3 Mw, son épicentre était localisé dans le territoire des Qiangs qu'est le xian de Wenchuan, situé de la préfecture autonome tibétaine et qiang d'Aba. Le bilan de cette catastrophe est de plus de 70 000 tués, 18 000 disparus, 374 000 blessés et d'innombrables constructions détruites.

## Caractéristiques

Carte de l'épicentre.

Le séisme s'est produit sous la chaîne du Lungmen Shan à la bordure Est du plateau du Tibet, dans le district  Qiang de Wenchuan. L'hypocentre est situé aux coordonnées  31° 05′ 57″ N, 103° 16′ 45″ E, à 19 km de profondeur,, dans la préfecture de Ngawa, à 90 km de Chengdu (province chinoise du Sichuan) avec sa secousse principale se produisant le 12 mai 2008 à 14:28:04 heure locale (06:28:04 GMT). Les premiers bulletins d'informations concernant la magnitude du séisme la situaient entre 7,6 et 8 sur l'échelle de Richter. Le tremblement de terre s’est propagé non seulement dans différentes villes chinoises telles que Shanghai et Beijing, mais aussi dans d’autres métropoles asiatiques comme Taipei et Hong Kong[réf. souhaitée]. Il a été ressenti jusqu’à la capitale thaïlandaise de Bangkok, située pourtant à plus de 1 900 kilomètres au sud de son épicentre.
Par ailleurs, plusieurs répliques ont été perçues dans les semaines qui ont suivi le séisme principal, ce qui a rendu la reconstruction des infrastructures difficile.

## Zones touchées
Selon les rapports de Campagne internationale pour le Tibet basée à Washington et de TibetInfoNet basé à Londres, certaines des zones habitées par des Tibétains affectées par le tremblement de terre comprennent Lunggu, Tashiling, Rongdrak, Drugchu, Sungchu, Trochu, Maowun et Dartsedo.

## Causes
Il est fréquent que des séismes aient lieu dans cette région de la Chine en raison de la situation géologique de l'Himalaya mais celui du 12 mai 2008 n’était pas prévisible. Aucune mesure n’a donc pu être mise en place préalablement afin de limiter les dégâts.
La Chine est un pays qui se situe à la frontière des plaques indienne et asiatique. La plaque indienne effectue une pression sur la plaque asiatique en la poussant vers le nord à une vitesse de 5 centimètres par an. À cause de cette importante pression, la structure de la croûte asiatique a été modifiée et brisée selon une multitude de failles, qui ont engendré notamment l'Himalaya et le plateau tibétain. Cette pression qu’effectue la plaque indienne a entraîné le déplacement de nombreux morceaux du plateau tibétain qui recouvrent désormais le bassin du Sichuan. Le 12 mai 2008 à 14 heures 28 heure locale, « l'est du plateau tibétain a glissé brusquement de plus de 5 mètres, chevauchant un peu plus le bassin du Sichuan. La rupture s'est produite à une dizaine de kilomètres de profondeur sur la faille de Beichuan, au niveau des Longmen Shan. Elle s'est ensuite propagée vers le nord sur environ 200 kilomètres ».
Une origine anthropique du séisme est suspectée : le barrage de Zipingpu, construit à proximité d'importantes failles de la chaine himalayenne, pourrait avoir avancé de 60 ans la survenue du séisme,. Cette hypothèse fait débat.

## Conséquences

### Bilan humain
| Région           | Région           | Région           | Région           | Morts    |
| ---------------- | ---------------- | ---------------- | ---------------- | -------- |
| Sichuan          | Mianyang         | Mianyang         | Mianyang         | >21 960  |
| Sichuan          | Deyang           | Deyang           | Deyang           | >16 074  |
| Sichuan          | Guangyuan        | Guangyuan        | Guangyuan        | >4 817,  |
| Sichuan          | Chengdu          | Chengdu          | Chengdu          | >4 276,  |
| Sichuan          | Nanchong         | Nanchong         | Nanchong         | 30,      |
| Sichuan          | Ya'an            | Ya'an            | Ya'an            | 28,      |
| Sichuan          | Suining          | Suining          | Suining          | 27,      |
| Sichuan          | Ziyang           | Ziyang           | Ziyang           | 20,      |
| Sichuan          | Meishan          | Meishan          | Meishan          | 10,      |
| Sichuan          | Bazhong          | Bazhong          | Bazhong          | 10,      |
| Sichuan          | Leshan           | Leshan           | Leshan           | 8,       |
| Sichuan          | Neijiang         | Neijiang         | Neijiang         | 7,       |
| Sichuan          | Dazhou           | Dazhou           | Dazhou           | 4        |
| Sichuan          | Garzê            | Garzê            | Garzê            | 9,       |
| Sichuan          | Liangshan        | Liangshan        | Liangshan        | 3        |
| Sichuan          | Zigong           | Zigong           | Zigong           | 2        |
| Sichuan          | Luzhou           | Luzhou           | Luzhou           | 1        |
| Sichuan          | Guang'an         | Guang'an         | Guang'an         | 1        |
| Sichuan          | Li               |                  |                  |          |
| Sichuan          | Ngawa            | Wenchuan         | Yingxiu          | 20 159,  |
| Sichuan          | Ngawa            | Wenchuan         | Xuankou          |          |
| Sichuan          | Ngawa            | Wenchuan         | Wolong           |          |
| Gansu            | Gansu            | Gansu            | Gansu            | 364      |
| Shaanxi          | Shaanxi          | Shaanxi          | Shaanxi          | 121      |
| Chongqing        | Chongqing        | Chongqing        | Chongqing        | 18       |
| Henan            | Henan            | Henan            | Henan            | 2        |
| Yunnan           | Yunnan           | Yunnan           | Yunnan           | 1        |
| Guizhou          | Guizhou          | Guizhou          | Guizhou          | 1        |
| Hubei            | Hubei            | Hubei            | Hubei            | 1        |
| Hunan            | Hunan            | Hunan            | Hunan            | 1        |
| Bilan provisoire | Bilan provisoire | Bilan provisoire | Bilan provisoire | 69 227   |
| Estimation :     | Estimation :     | Estimation :     | Estimation :     | > 80 000 |

Le 14 mai, l'agence de presse Chine Nouvelle annonce 30 000 victimes. Le lendemain, les autorités chinoises annoncent que le nombre des victimes pourrait être supérieur à 50 000. Le 25 septembre, le bilan officiel s'élève à 69 227 morts, 17 923 disparus, 374 643 personnes blessées dans l'ensemble du pays. Le gouvernement chinois s'attend à voir le bilan final dépasser les 80 000 morts. Les 19, 20 et 21 mai sont jours de deuil national. Le 19 mai à 14 h 28 locales, 3 minutes de silence sont observées à la mémoire des victimes. Il s’agit du séisme le plus meurtrier connu en Chine après celui de Tangshan survenu en 1976 qui avait engendré près de 240 000 pertes humaines[réf. souhaitée].
Selon des rapports obtenus par Kham aid, en date du 18 mai 2008, au moins 2 871 Tibétains sont morts dans la préfecture de Ngaba et 9 dans la préfecture de Kardze, et deux personnes sont mortes dans des glissements de terrain provoqués par un tremblement de terre dans le canton de Gudrak à Dartsedo, au 18 mai 2008.

### Dégâts matériels

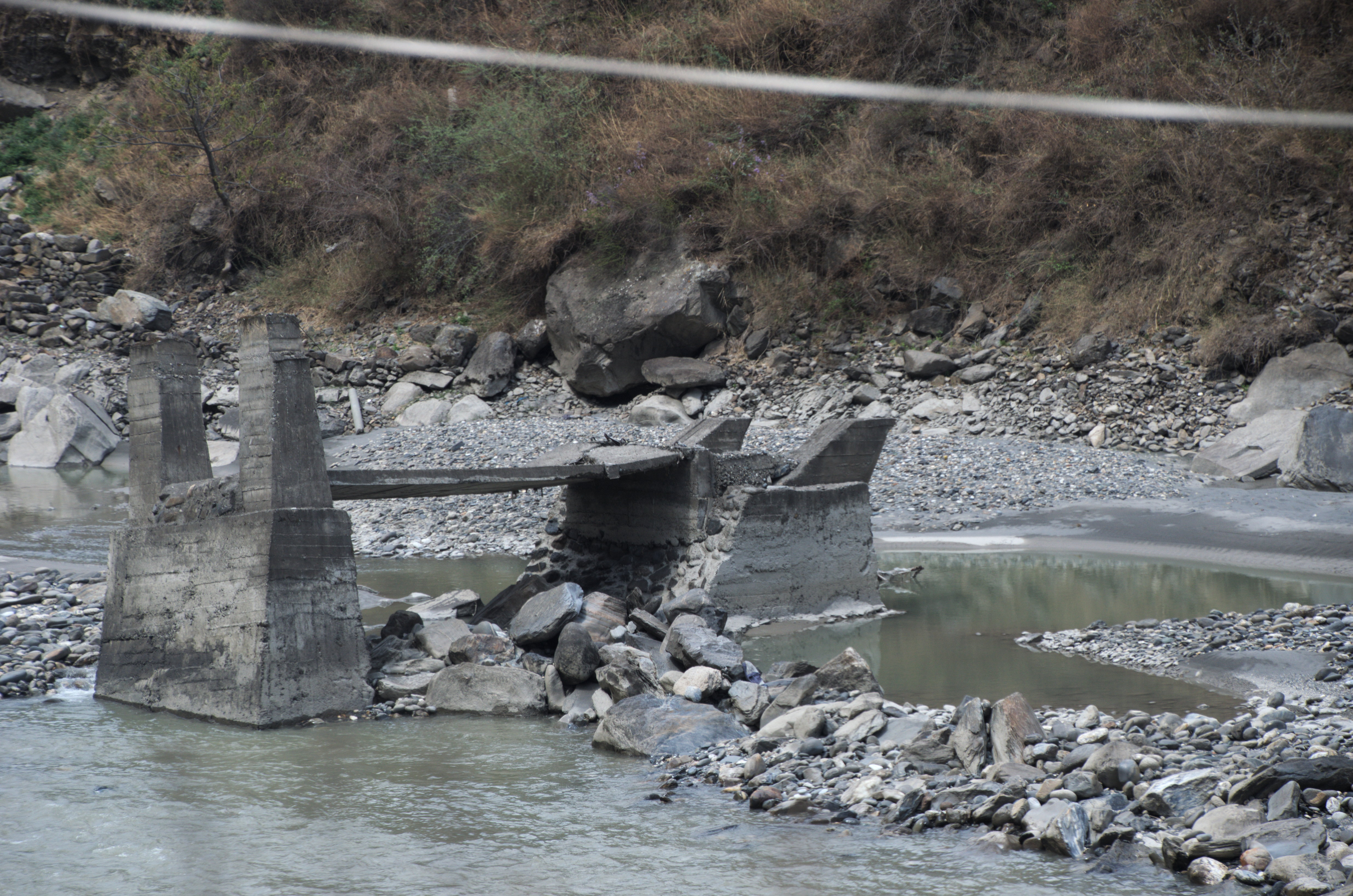
Pont détruit sur le Xian de Wenchuan.

Selon des chiffres de l'agence Chine Nouvelle, 354 045 édifices ont été détruits au Sichuan, la province du sud-ouest qui a été de loin la plus gravement touchée, et 367 854 dans toute la Chine, dont 6 898 établissements scolaires, prenant au piège des milliers d'enfants et d'enseignants. Le China Academy of Engineering Physics (en) (CAEP), le laboratoire de recherche le plus important de la Chine sur les armes atomiques, situé à Mianyang dans la zone du séisme, n'aurait pas été touché selon certains experts, mais son personnel a été évacué,,. Le 23 mai, une information est donnée selon laquelle 15 sources de radiation nucléaire demeurent inaccessibles, et 50 sources de radiation ont été enterrées dans des décombres à la suite du séisme.

#### Effondrement des écoles

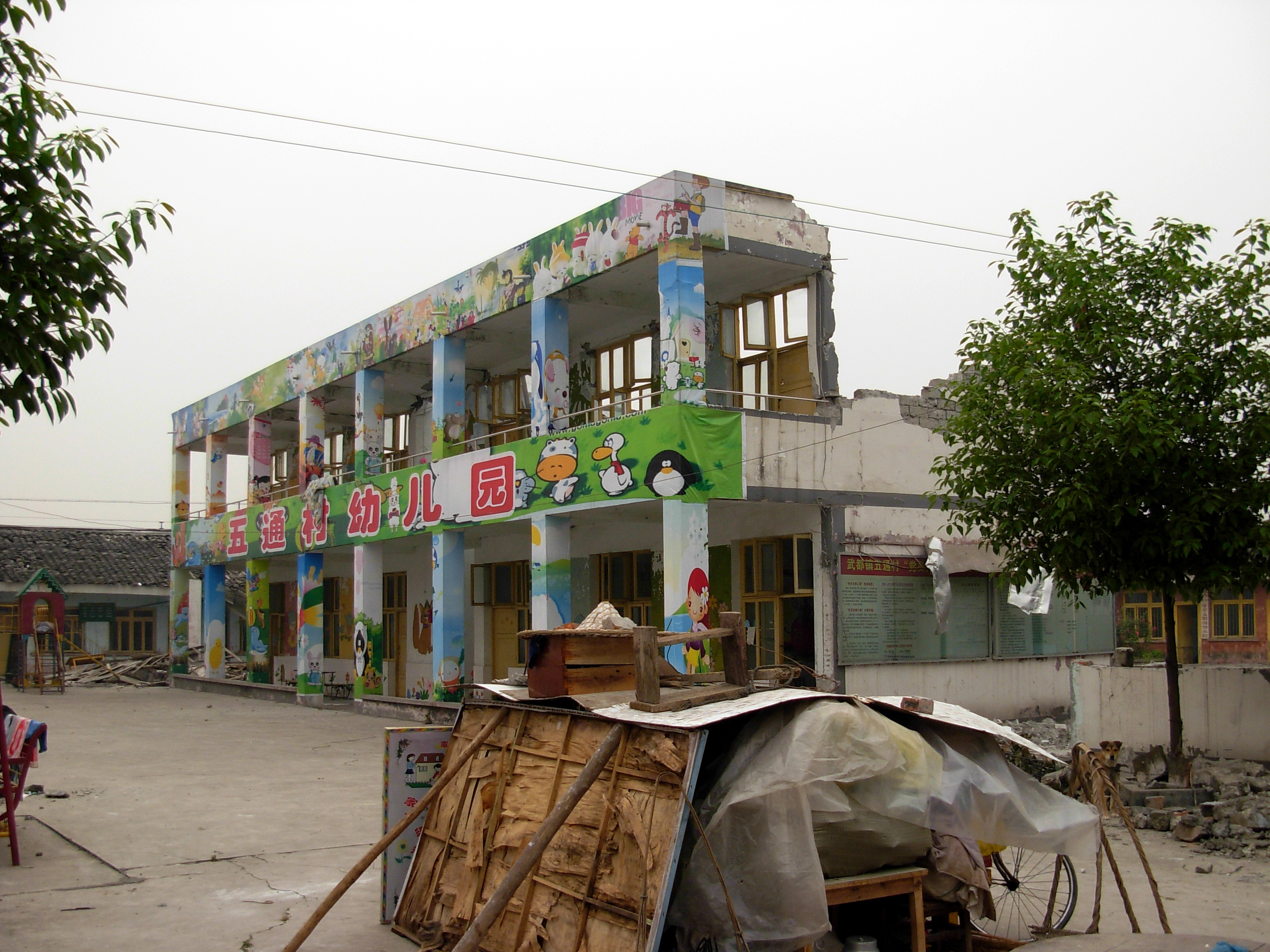
Ce jardin d'enfants, à Jiangyou (préfecture de Mianyang) est l'une des nombreuses écoles qui ont subi des destructions importantes de structure au cours du désastre.

Bien que le gouvernement chinois ait été loué au début, pour sa réponse au tremblement de terre (surtout en comparaison de celle d'autres pays lors du Cyclone Nargis le 2 mai 2008), il a vu une érosion de la confiance sur le scandale de la construction des écoles,. Mal bâties, elles ont été surnommées les « écoles en tofu » et le gouvernement provincial chercherait à étouffer l'affaire en achetant le silence des parents, en les empêchant de manifester. L'activiste chinois Huang Qi qui avait participé au travail d'assistance et répondu à certains parents dans leurs demandes d'assistance concernant leurs plaintes après l'effondrement des bâtiments scolaires est emprisonné depuis le 10 juin pour « soupçon de possession illégale de secrets d'État ». L'annonce formelle de son arrestation a été faite le 18 juillet 2008. Il ne fut libéré qu'en 2011.
Le gouvernement central estime que plus de 7 500 salles de classe se sont effondrées dans le tremblement de terre. En raison de la politique de l'enfant unique de la RPC, beaucoup de familles ont perdu leur enfant unique quand les écoles de la région se sont effondrées au cours du tremblement de terre. En conséquence, les fonctionnaires locaux de la province du Sichuan ont levé des restrictions pour les familles dont le seul enfant a été tué ou sévèrement blessé dans le désastre. Les prétendus « enfants illégaux » de moins de 18 ans peuvent être enregistrés en remplacements légaux de leurs frères ou sœurs décédés ; si l'enfant mort était illégal, aucune amende plus importante ne s'appliquerait. Le remboursement ne serait cependant pas offert pour les amendes qui ont été déjà demandées. La levée des restrictions peut venir comme un réconfort recherché par beaucoup, comme certains des parents affectés sont trop vieux pour pouvoir encore avoir des enfants, alors que d'autres ont été stérilisés.
Le 29 mai, les fonctionnaires ont commencé à inspecter les ruines de milliers d'écoles qui se sont effondrées, cherchant des indices sur les raisons de leur effondrement. Les milliers de parents de la province ont accusé les fonctionnaires et constructeurs locaux d'avoir bâclé la construction d'école, rappelant qu'après le tremblement de terre d'autres bâtiments proches étaient peu endommagés. Les fonctionnaires locaux les ont exhortés de ne pas protester mais les parents ont manifesté et exigé des enquêtes. Les censeurs ont découragé la publication dans les médias de descriptions d'écoles mal construites et il y a eu un incident où la police a chassé les manifestants,. Le Jour des enfants, le 1er juin 2008, beaucoup de parents sont allés dans les décombres d'écoles pour porter le deuil pour leurs enfants. Les enfants qui survivent, qui habitent en majorité maintenant dans les camps de réfugiés, ont tenu des cérémonies marquant ce jour spécial mais aussi celui du tremblement de terre.
Ye Zhiping, le directeur de l'école de Sangzao, l'une des plus grandes de Xian d'An, est crédité pour l'action dynamique qui a épargné les vies des 2323 élèves en classe quand le tremblement de terre est survenu. Pendant une période de trois ans qui s'est terminée en 2007, il a supervisé une révision majeure de son école. Pendant cette période, il a obtenu plus de 400 000 yuan (60 000 $US) du département de l'éducation du Comté, argent qu'il a utilisé pour élargir et renforcer des piliers de ciment et les grilles de balcons des quatre étages de son école, de même que renforcer les planchers de béton.
AP a rapporté que « Les médias contrôlés par l'État ont négligé presque complètement le problème, apparemment sous les instructions du bureau de la propagande. Les parents et les volontaires qui ont questionné des autorités sur ce problème ont été raflés, détenus, et menacés. Cependant Reuters a rapporté en juin que des procureurs chinois ont joint une enquête officielle sur dix écoles effondrées pour déceler du matériel de première main sur la qualité de construction des écoles effondrées, lancer des enquêtes préliminaires et préparer des enquêtes sur de possibles délits professionnels. On a aussi rapporté que des vérifications de sécurité seraient faites aux écoles de tout le territoire chinois.
Le New York Times rapporte que « les fonctionnaires de Pékin et du Sichuan ont dit qu'ils examinent les effondrements. Dans une reconnaissance de la faiblesse de codes de construction en zone rurale, la Commission nationale de développement et de réforme a dit le 27 mai qu'elle avait esquissé un amendement pour améliorer les normes de construction pour les écoles primaires et secondaires dans les secteurs ruraux. Selon la commission, les experts en sont à réexaminer le brouillon. Il a aussi rapporté des cas où des fonctionnaires ont soudoyé des parents pour qu'ils restent tranquilles et ne protestent pas contre la mort de leurs enfants.

#### Pertes économiques
Les pertes matérielles ont également été conséquentes entrainant des difficultés dans les secours et l’aide à apporter à la population. Des réseaux électriques, des systèmes de télécommunication, des routes mais aussi des constructions telles que des habitations, des écoles et des hôpitaux ont été détruits ou, dans le meilleur des cas, endommagés. Les niveaux d’instruction, de soin et de communication du pays entier ont donc été compromis à la suite de la catastrophe naturelle.
Au niveau de l’économie, les pertes liées aux dégâts sont estimées entre 120 et 180 milliards d’euros.
Par ailleurs, d’importants coûts ont dû être supportés par le pays afin de trouver les moyens mis en œuvre pour faire face à la reconstruction et aux soins médicaux nécessaires.
Cependant, les pertes et les coûts consécutifs restent « mineurs » en raison de la faible densité de la population locale et de son niveau de vie précaire des habitants de la province du Sichuan. Cette région ne constitue que 6 % de la population chinoise et ne contribue qu’à 3,9 % de son PIB.

### Environnement
Des problèmes de pollution et d’environnement ont été rencontrés par le pays dans cette catastrophe : la destruction de deux usines chimiques à Shifang a libéré 80 tonnes d’ammoniaque. Des barrages hydroélectriques ont également été dévastés[réf. souhaitée].

### Glissements de terrain
Les glissements de terrain ont eu un impact considérable sur l’environnement : près de 250 barrages ont été créés naturellement à la suite de l'accumulation de matériaux au fond de la vallée. Ces barrages naturels, qui sont tous situés près de la faille principale, présentent deux risques : en amont, ils peuvent provoquer des inondations des terres à la suite de l'accumulation de l’eau ou en aval, ils risquent de se rompre brutalement, parfois même des années après leur formation. Ce dernier phénomène est appelé « risque de surverse ou d’érosion interne ». Le risque de surverse est plus grave car il peut survenir brutalement des dizaines d'années après la formation du barrage. Les glissements de terrain se sont poursuivis régulièrement pendant plus d'un an après le début du phénomène. Ils ont non seulement contribué aux pertes humaines et matérielles mais ont également ralenti l’arrivée des secours. Près d'un quart des victimes du séisme sont décédées à la suite de ces glissements de terrain.

## Réactions

### Réactions locales

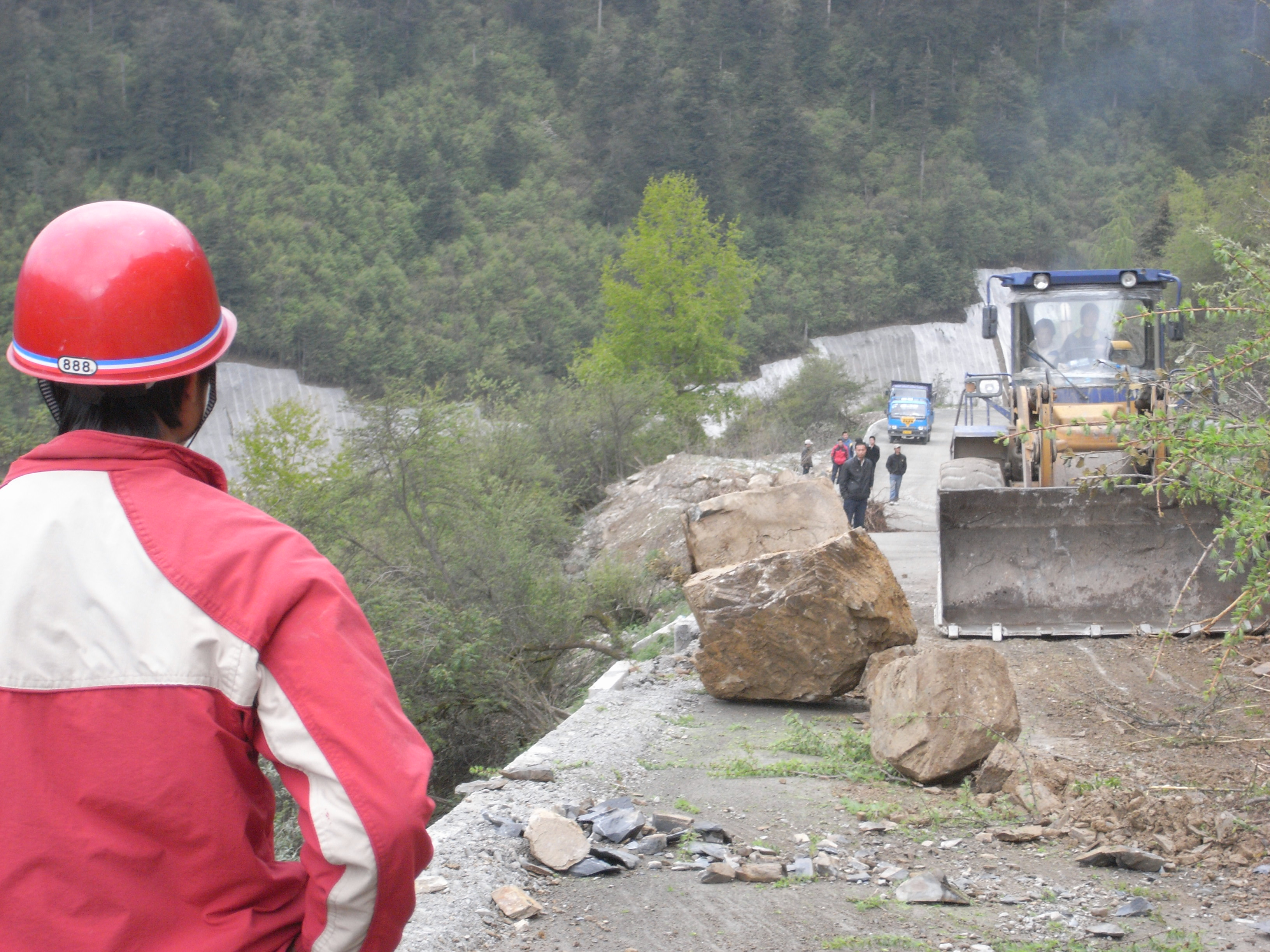
Les ouvriers retirant des décombres de la route à Wolong près de (鄧生), dans le xian de Wenchuan.

La couverture des médias chinois sur l'événement a été d'une particulière transparence qui coupait avec ce qui avait pu s'observer auparavant. Ceci se matérialise par les retransmissions en direct, les mises à jour permanentes du bilan des victimes, et les reportages donnant la parole à des survivants, des militaires ou des scientifiques. Cette amélioration de la communication en Chine est à nuancer avec la surmédiatisation du premier ministre Wen Jiabao durant les opérations de sauvetage. Pour les Chinois les plus superstitieux, les séismes annoncent des « changements dynastiques », comme ce fut le cas lors du Tremblement de terre de 1976 à Tangshan qui avait, pour certains, « annoncé » la mort de Mao Zedong.

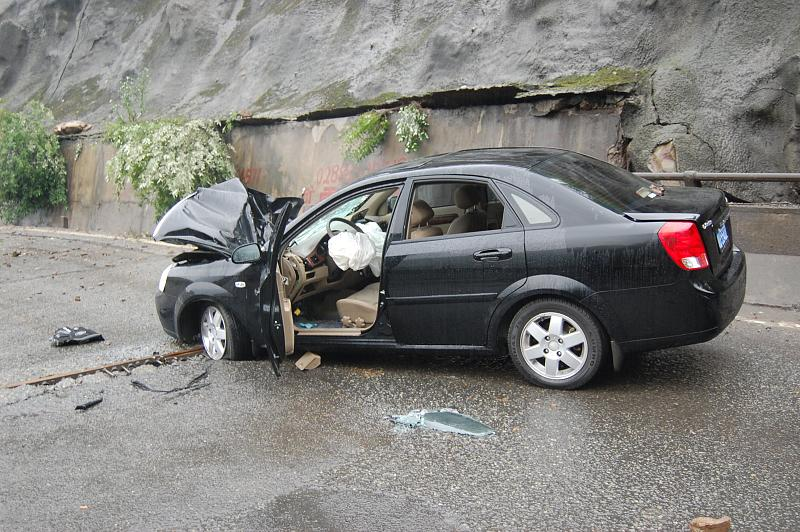
Voiture endommagée par le tremblement de terre à Dujiangyan (sur le territoire de Chengdu).

L'intervention rapide de l'État a été remarquée par rapport à l'inertie de la Birmanie lors d'une récente catastrophe, et l'inaction du gouvernement américain après l'ouragan Katrina. Le  président Hu Jintao a annoncé des mesures rapides à la taille de la catastrophe. 90 minutes après le tremblement de terre, le premier ministre Wen Jiabao, ayant une formation universitaire de géomécanique, s'est rendu dans la zone touchée pour mener les opérations de secours. La Commission d'État pour la lutte contre les catastrophes de Chine a annoncé un « plan d'urgence de niveau II » qui couvre les types de catastrophes naturelles les plus graves le 12 mai à 22 h 15 CST. Le 12 mai 2008, le ministre chinois de la santé déclare qu'il a envoyé 10 équipes de secours médical dans le district de Wenchuan. Le même jour, le commandement chinois de la zone militaire de Chengdu a envoyé 50 000 soldats et policiers armés pour soutenir le travail d'assistance dans le district de Wenchuan. Une équipe d'aide d'urgence composée de 184 personnes (dont 12 personnes du Bureau sismique d'État, 150 personnes du commandement de la zone militaire de Pékin, et 22 personnes de l'hôpital général de la police armée) ont quitté Pékin par l'Aéroport de Nanyuan le 12 mai en fin de journée dans des avions de transport militaire pour se rendre dans le district de Wenchuan. Le mercredi 14, de nombreuses équipes de secours, y compris à Taipei se sont déclarées prêtes à rejoindre les opérations de sauvetage dans le Sichuan. La Croix-Rouge chinoise a résumé la situation : « Actuellement l'accès aux zones sinistrées, notamment proche de l'épicentre est particulièrement difficile. Les besoins en tentes, médicaments eau et nourrisseurs sont immenses, mais les dons en espèce sont préférables, étant donné les difficultés d'accès, les routes étant bloquées par des glissements de terrain. »

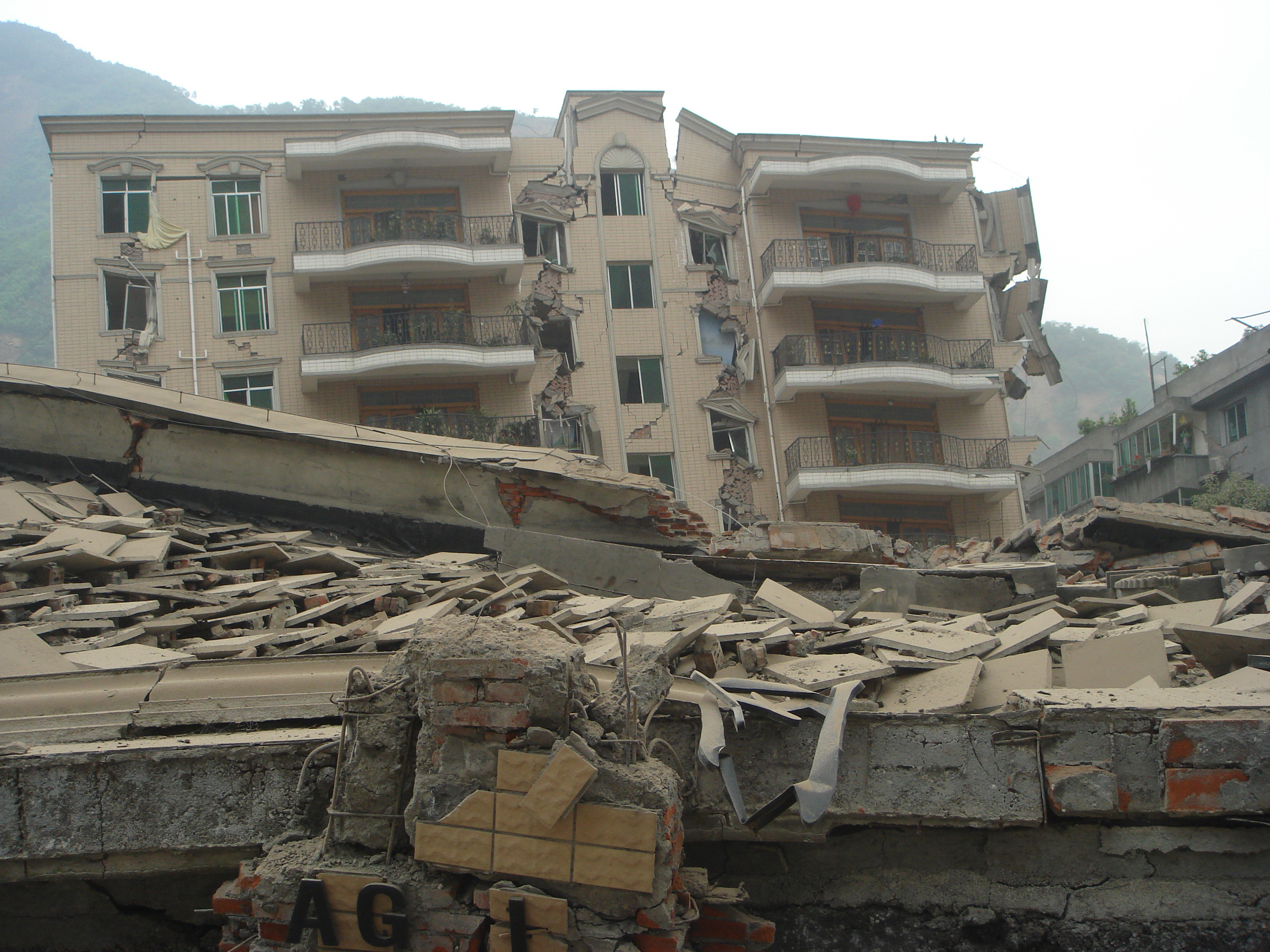
Vue d'un immeuble à Beichuan (Xian de Wenchuan) après le tremblement de terre.

Le centre-ville de Beichuan, bien qu'étant situé à 160 km de l'épicentre du Séisme, est situé sur le prolongement de la faille sismique. La nature des roches et leur agencement ont particulièrement affecté la ville. Sur environ 30 000 habitants du centre-ville, 8 605 périrent et 9 693 furent blessés. Après le séisme, 80 % des bâtiments de la ville étaient détruits. Le président Hu Jintao a alors annoncé une reconstruction rapide de la ville. Cela a eu une influence importante sur le processus de reconstruction et de redéveloppement économique et social. La ville a été reconstruite très rapidement, avec des standards très supérieurs, mais en même temps cette construction dans l'urgence s'est heurté à différents obstacles qui pourraient être handicapants pour la ville.

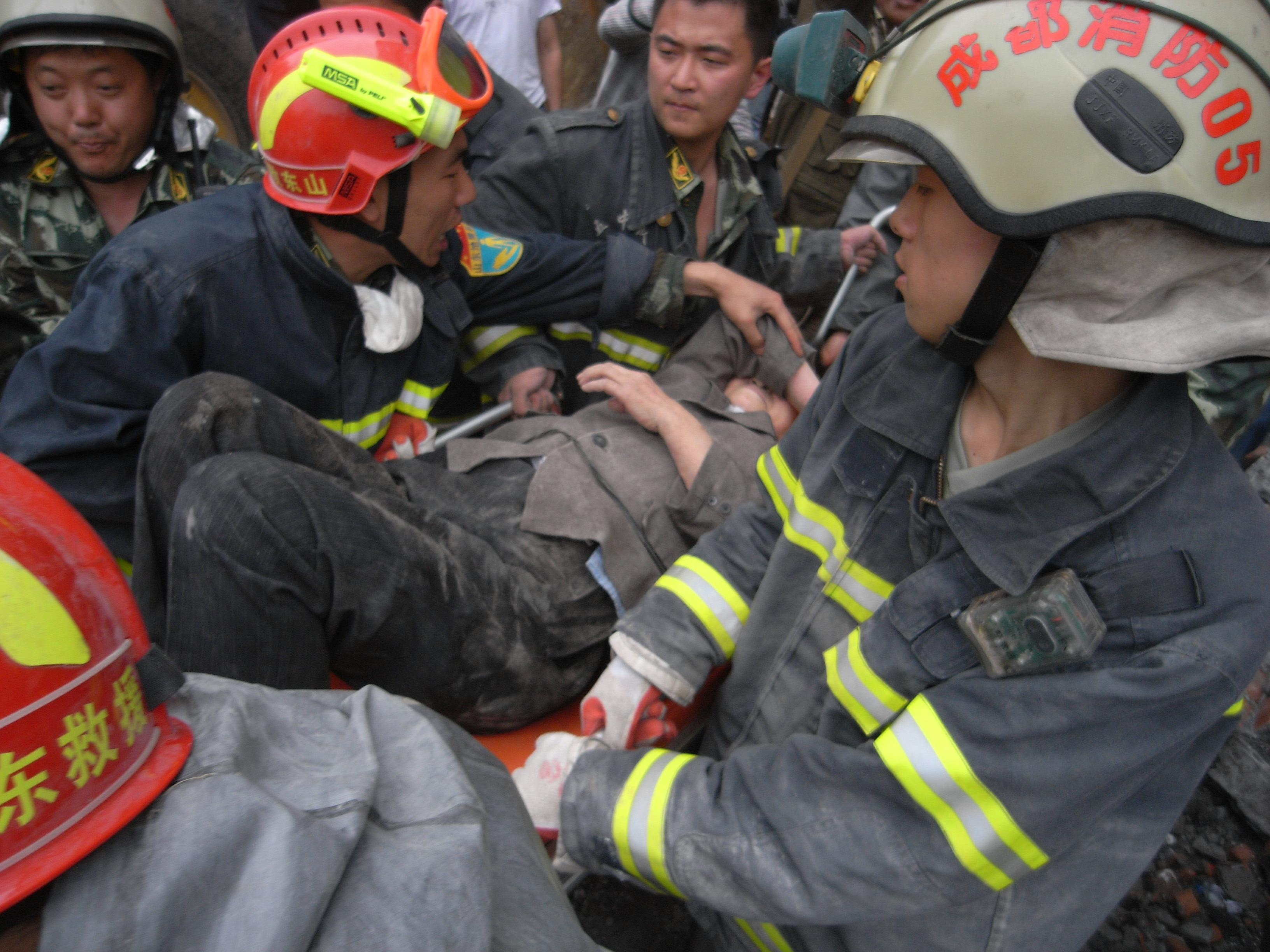
Cette femme âgée a été sauvée après avoir été emprisonnée pendant plus de 50 heures, à Dujiangyan (Chengdu, Sichuan).

Le relief et les conditions météo ont empêché l'usage des hélicoptères pour accéder aux villages de haute montagne. À 4 000 mètres d'altitude, un village d'ethnie tibétaine dans les montagnes du Pingwu était inaccessible. En groupes de 80 porteurs avec 40 kg de matériel de secours, la brigade d'infanterie motorisée du commandant Yang Wenyao a finalement atteint le village. 300 villageois ont été bloqués pendant cinq jours sans nourriture ni eau avant d'être secourus. Le 12 mai, 20 hélicoptères ont été déployés pour l'acheminement de vivres, d'eau et de l'aide d'urgence, ainsi que l'évacuation des victimes et de reconnaissance des zones sinistrées. Le 13 mai, un total de plus de 15 600 soldats et des miliciens réservistes de la région militaire de Chengdu ont rejoint les équipes de sauvetage dans les zones fortement touchées. Dans la ville de Yingxiu, Wenchuan, 3 000 survivants ont été retrouvés, l'état de santé des 9 000 autres habitants étant inconnu. Les sauveteurs ont atteint l'épicentre du séisme, la ville principale de Wenchuan a été atteinte par un des premiers groupes.
Le 14 mai 2008, les communications dans les grandes villes de Wenchuan ont commencé à être rétablies. Dans l'après-midi, 100 parachutistes et du matériel ont été parachutés dans le comté inaccessible de Maoxian, au nord-est de Wenchuan.
La Croix Rouge de Chine a envoyé 557 tentes et 2 500 couvertures estimées à 788 000 yuan (113 000 USD) dans le district de Wenchuan. La fondation Amity a attribué 1 million de yuan pour l'aide d'urgence. Malgré les évènements de 2008, les bouddhistes de la région autonome du Tibet ont donné 1,17 million de yuan (environ 168 982 dollars) aux victimes, dont des Tibétains.

### Réactions internationales
Le gouvernement chinois accepte officiellement l'aide internationale le 13 mai sous forme financière ou matérielle mais refuse l'envoi d'équipes spécialisées, estimant que les conditions nécessaires n'étaient pas réunies, notamment pour des raisons de communication. Quatre équipes internationales (Russie, Japon, Corée du Sud et Singapour), soit 260 personnes ont aidé les secours. De nombreux pays et entreprises se sont mobilisés pour organiser l'aide internationale et faire des dons.
La France a envoyé le 18 mai à Chengdu un avion cargo transportant l’aide française matérielle pour les sinistrés d’une valeur de 380 000 euros ainsi que des équipes médicales (médecins; infirmiers; brancardiers) qui ont aidé les équipes médicales de l'hôpital de Gangyuan. Une équipe médicale française de la sécurité civile composée de quatre médecins quatre infirmiers ; des brancardiers et logisticiens ont été accueillis au sein de l'hôpital de Gangyuan afin d'aider les équipes locales.
Le 14e dalaï-lama a annoncé qu'il souhaitait faire un don pour venir en aide aux victimes du tremblement de terre en Chine. Son don a été accepté à l'ambassade de Chine de New Delhi. Le 17e karmapa, en visite aux États-Unis, a aussi appelé ceux qui l'écoutaient à faire tout ce qu'ils pouvaient pour venir aider les personnes affectées par le séisme.

## Reconstruction et avenir
Lors du conseil d'état du 21 mai, 70 milliards de yuan ont été débloqués pour l'effort de reconstruction.
La reconstruction a engendré plus de 4 millions de logements, 11 000 écoles, 10 000 centres médicaux, 600 ponts, etc.

## Le séisme de 2008 dans les arts
L'artiste plasticien Yuan Gong s’engage en tant que chercheur volontaire en se rendant sur les lieux du désastre pendant un an. De cette recherche de terrain, il rassemble un ensemble de témoignages qu’il présente sous forme de photographies, vidéos et installations réalisées à partir d’objets collectés sur le site de la catastrophe. Il produit ainsi Sounding off 5.12 with Dong Feng et Red Curtains 5.12,.